# 单参数酉群的斯通定理
在数学中，单参数酉群的斯通定理是泛函分析的一个基本定理，建立了希尔伯特空间 {\displaystyle {\mathcal {H}}} 上强连续单参数酉群与该空间上的某个自伴算子的一一对应关系。具体来说，单参数酉群是指幺正算子构成的单参数族 {\displaystyle (U_{t})_{t\in \mathbb {R} }} ，且 {\displaystyle t\mapsto U_{t}}是一个连续群同態，所谓强连续是指
{\displaystyle \forall t_{0}\in \mathbb {R} ,\psi \in {\mathcal {H}}:\qquad \lim _{t\to t_{0}}U_{t}(\psi )=U_{t_{0}}(\psi ).}
该定理由Marshall Stone （1930, 1932）证明，而 John von Neumann （1932） 表明，至少当希尔伯特空间是可分的， {\displaystyle (U_{t})_{t\in \mathbb {R} }} 的强连续性可以放宽为弱可测。
这是一个令人印象深刻的结果，因为它允许人们定义映射 {\displaystyle t\mapsto U_{t}} 的导数，而该映射仅仅需要是连续的。它也与李群和李代数的理论有关。

## 正式表述
定理 — 设 {\displaystyle (U_{t})_{t\in \mathbb {R} }} 是一个强连续的单参数酉群。那么存在一个唯一的（可能是无界的）自伴算子 {\displaystyle A:{\mathcal {D}}_{A}\to {\mathcal {H}}}  满足 {\displaystyle \forall t\in \mathbb {R} :\qquad U_{t}=e^{itA}.}
{\displaystyle A} 的定义域 {\displaystyle {\mathcal {D}}_{A}\subseteq {\mathcal {H}}} 定义为 {\displaystyle {\mathcal {D}}_{A}=\left\{\psi \in {\mathcal {H}}\left|\lim _{\varepsilon \to 0}{\frac {-i}{\varepsilon }}\left(U_{\varepsilon }(\psi )-\psi \right){\text{ exists}}\right.\right\}.}
反过来，设 {\displaystyle A:{\mathcal {D}}_{A}\to {\mathcal {H}}} 是一个 {\displaystyle {\mathcal {D}}_{A}\subseteq {\mathcal {H}}} 上的（可能无界的）自伴算子，并定义单参数的幺正算子族 {\displaystyle (U_{t})_{t\in \mathbb {R} }} 为 {\displaystyle \forall t\in \mathbb {R} ,\quad U_{t}:=e^{itA},} 则其构成一个强连续的单参数群。
在定理的两个部分中，表达式 {\displaystyle e^{itA}} 是通过博雷尔函数演算来定义的，它用到了无界自伴算子的谱定理。

### 无穷小生成元
上述定理中的算子 {\displaystyle A} 被称为 {\displaystyle (U_{t})_{t\in \mathbb {R} }} 的无穷小生成元。此外， {\displaystyle A} 有界当且仅当映射 {\displaystyle t\mapsto U_{t}} 是范数连续的。
强连续酉群 {\displaystyle (U_{t})_{t\in \mathbb {R} }} 的无穷小生成元 {\displaystyle A} 可以用下面的式子来计算：
{\displaystyle A\psi =-i\lim _{\varepsilon \to 0}{\frac {U_{\varepsilon }\psi -\psi }{\varepsilon }},}
其中， {\displaystyle A} 的定义域为由这些在范数拓扑中存在极限的向量 {\displaystyle \psi } 组成。也就是说， {\displaystyle A} 等于 {\displaystyle -i} 乘以 {\displaystyle U_{t}} 关于 {\displaystyle t} 在 {\displaystyle t=0} 处的导数。该定理的一部分内容就是该导数的存在性——即 {\displaystyle A} 是一个稠密定义的自伴算子。这个结果即使在有限维情况下也不是显然的，因为 {\displaystyle U_{t}} 仅被假设具有（关于时间的）连续性，而不必可微。

## 例子
平移算子族
{\displaystyle \left[T_{t}(\psi )\right](x)=\psi (x+t)}
是一个由酉算子构成的单参数酉群；其无穷小生成元是一个空间上的微分算子
{\displaystyle -i{\frac {d}{dx}}}
的一个扩张，该空间由 {\displaystyle \mathbb {R} } 上连续可微的紧支撑复值函数构成。因此
{\displaystyle T_{t}=e^{t{\frac {d}{dx}}}.}
换句话说，直线上的运动是由动量算子生成的。

## 应用
斯通定理在量子力学中有着广泛的应用。例如，给定一个孤立的量子力学系统，其状态的希尔伯特空间为 {\displaystyle {\mathcal {H}}} ，其时间演化则是 {\displaystyle {\mathcal {H}}} 上的强连续单参数酉群。这个群的无穷小生成元即是系统的哈密顿算子。

## 基于傅里叶变换的表述
斯通定理可以用傅里叶变换的语言来重述。实轴 {\displaystyle \mathbb {R} } 是一个局部紧阿贝尔群。群C*-代数 {\displaystyle C^{*}(\mathbb {R} )} 的非退化*-表示与 {\displaystyle \mathbb {R} } 的强连续幺正表示（即强连续的单参数酉群）一一对应。另一方面，傅里叶变换是 {\displaystyle C^{*}(\mathbb {R} )} 到 {\displaystyle C_{0}(\mathbb {R} )} 的*-同态，其中 {\displaystyle C_{0}(\mathbb {R} )} 是实轴上的在无穷远处消失的连续复值函数所构成的C*-代数。因此，强连续单参数酉群与  {\displaystyle C_{0}(\mathbb {R} )} 的*-表示之间存在一一对应关系。由于 {\displaystyle C_{0}(\mathbb {R} )} 的每个*-表示唯一地对应于一个自伴算子，就得到了斯通定理。
因此，获得强连续单参数酉群的无穷小生成元的过程如下：
- 设 {\displaystyle (U_{t})_{t\in \mathbb {R} }} 是 {\displaystyle \mathbb {R} } 在希尔伯特空间 {\displaystyle {\mathcal {H}}} 上的强连续幺正表示。
- 积分此酉表示以产生 {\displaystyle C^{*}(\mathbb {R} )} 在 {\displaystyle {\mathcal {H}}} 上的非退化*-表示 {\displaystyle \rho } 。即，先定义{\displaystyle \forall f\in C_{c}(\mathbb {R} ):\quad \rho (f):=\int _{\mathbb {R} }f(t)U_{t}dt,}再将 {\displaystyle \rho } 连续扩张到整个 {\displaystyle C^{*}(\mathbb {R} )} 。
- 使用傅里叶变换获得 {\displaystyle C_{0}(\mathbb {R} )} 在 {\displaystyle {\mathcal {H}}} 上的非退化的 *-表示 {\displaystyle \tau } 。
- 根据里斯-马尔可夫-角谷表示定理， {\displaystyle \tau } 给出 {\displaystyle \mathbb {R} } 上的一个投影值测度，而其是唯一的（可能无界的）自伴算子 {\displaystyle A} 的单位分解。
- 于是， {\displaystyle A} 就是 {\displaystyle (U_{t})_{t\in \mathbb {R} }} 的无穷小生成元。

{\displaystyle C^{*}(\mathbb {R} )} 的精确定义如下。考虑 {\displaystyle \mathbb {R} } 上的紧支撑连续复值函数，通过由卷积给出其乘法，其构成一个*-代数 {\displaystyle C_{c}(\mathbb {R} )} 。这个 *-代数关于L1范数可完备化为一个巴拿赫*-代数，记作 {\displaystyle (L^{1}(\mathbb {R} ),\star )} 。于是 {\displaystyle C^{*}(\mathbb {R} )} 就被定义为 {\displaystyle (L^{1}(\mathbb {R} ),\star )} 的包络{\displaystyle C^{*}} -代数 ，即 {\displaystyle (L^{1}(\mathbb {R} ),\star )} 相对于最大的可能的C*-范数的完备化。一个非平凡的事实是，傅里叶变换是 {\displaystyle C^{*}(\mathbb {R} )} 与 {\displaystyle C_{0}(\mathbb {R} )}  间的一个同构。这个方向的一个结果是黎曼-勒贝格引理，它指出傅里叶变换将 {\displaystyle L^{1}(\mathbb {R} )} 映射到 {\displaystyle C_{0}(\mathbb {R} )} 。

## 推广
斯通-冯诺伊曼定理将斯通定理推广到满足正则对易关系的一对自伴算子 {\displaystyle (P,Q)} 上，并证明它们都与 {\displaystyle L^{2}(\mathbb {R} )} 上的位置算符和动量算符幺正等价。
希尔-吉田定理将斯通定理推广到巴拿赫空间上的强连续单参数压缩半群。

## 引注
1. ↑  Hall 2013 Theorem 10.15